# Hydrofilie
Hydrofilie (ze starořeckého ὕδωρ hýdor "voda" a φίλος phílos "milující") znamená vodu milující. Hydrofilní jsou molekuly nebo povrchy pozitivně interagující s vodou nebo jinými polárními látkami. Jde o takové molekuly, které nesou kladný nebo záporný náboj (ionty) a ochotně interagují s vodou prostřednictvím své polární vazby za vzniku vodíkových můstků. Jsou tedy rozpustné ve vodě.
Hydrofilní látky jsou obvykle iontové sloučeniny (soli) nebo polární sloučeniny, obojí se dobře rozpouštějí v polární vodě. Mezi hydrofilní látky patří například alkoholy, polární aminokyseliny, oligosacharidy a další částice z vodného prostředí buňky (včetně DNA a RNA).

Příklad amfifilie fosfolipidové biomembrány. Polární hydrofilní hlavy na povrchu, nepolární hydrofobní ocasy uvnitř.

Pokud je povrch látky velmi silně přitahován vodou, nazývá se tato vlastnost superhydrofilie. Opakem hydrofilních látek jsou látky hydrofobní, které vodu odpuzují a jsou v ní nerozpustné.
Pokud látka vykazuje hydrofilii i hydrofobii, nazývá se tato vlastnost amfifilie. Příkladem amfifilní látky je mýdlo, které má hydrofilní hlavu a hydrofobní ocas, což mu umožňuje rozpustit se jak ve vodě, tak v oleji. Dalším příkladem amfifilních látek jsou fosfolipidy, které tvoří buněčnou membránu.

## Vlastnosti
Hydrofilní látky jsou většinou rozpustné ve vodě. Existují však i hydrofilní látky, které ve vodě rozpustné nejsou, například některé hydrogely nebo hydrochlorid kolestipolu. Proto hydrofilní neznamená automaticky vodou rozpustné látky. Například některé hydrofilní látky se ve vodě nerozpouštějí, ale vytvářejí koloidní směsi. Hydrofilní látky jsou často současně lipofobní, takže se špatně rozpouštějí v tucích nebo olejích.
Hydrofilní vlastnosti mohou prokazovat i povrchy látek. Ty jsou většinou pokryty neviditelným filmem vody. Většina kovových a skleněných povrchů je hydrofilních.
Zajímavou vlastností hydrofilních látek je přitahování vody ze vzduchu nebo jiných látek. Hydrofilní cukr nebo sůl se používají k čerpání vody z potravin. Tato vlastnost je často využívána v kuchyni. Cukr, kterým posypeme nakrájené ovocem, z něj vytáhne vodu a ovoce se stane kašovité a mokré. Sůl, kterou posypeme nakrájenou zeleninu, z ní vytáhne vodu a zelenina se stane kašovitá a mokrá.
Látky, které jsou hydrofilní a zároveň hydrofobní, se nazývají amfifilní. Amfifilie je tedy zvláštní vlastnost molekuly, která nese hydrofobní a hydrofilní skupiny. Tyto skupiny se pak nazývají hydrofilní hlava a hydrofobní ocas.

## Hydrofilní molekuly

Vodíkové můstky ve vodě: kyslík červená kulička, vodík bílá kulička, kovalentní vazby plnou čarou, vodíkové můstky přerušovanou čárou.

Hydrofilní molekula nebo část molekuly je taková, jejíž interakce s vodou a jinými polárními látkami je termodynamicky příznivější než její interakce s nepolárními nebo hydrofobními rozpouštědly. Hydrofilní molekuly jsou polárními molekulami a hydrofobní molekuly jsou naopak molekulami nepolárními.
Hydrofilní molekuly jsou polarizované a schopné vodíkové vazby. Díky tomu jsou tyto molekuly rozpustné nejen ve vodě, ale také v jiných polárních rozpouštědlech.
Pro hydrofilní organické sloučeniny platí, že rozpustnost jejich molekul ve vodě je větší než 1 hmotnostní %, pokud existuje alespoň jedna neutrální hydrofilní skupina na 5 uhlíků nebo alespoň jedna elektricky nabitá hydrofilní skupina na 7 uhlíků.

## Membránová filtrace
Hydrofilních vlastností některých látek se využívá v některých průmyslových odvětvích k filtraci různých kapalin při hydrofilní membránové filtraci. Například v lékařských, průmyslových a biochemických oborech k filtrování prvků, jako jsou bakterie, viry, proteiny, částice, léky a další kontaminanty. Mezi běžné hydrofilní látky patří koloidy bavlny nebo celulózy.